# Pietà (Carracci)
La Pietà est une œuvre d'Annibale Carracci, conservée au musée de Capodimonte de Naples, en Italie. Il s'agit de l'un des différents essais  du peintre bolonais sur ce thème.

## Histoire

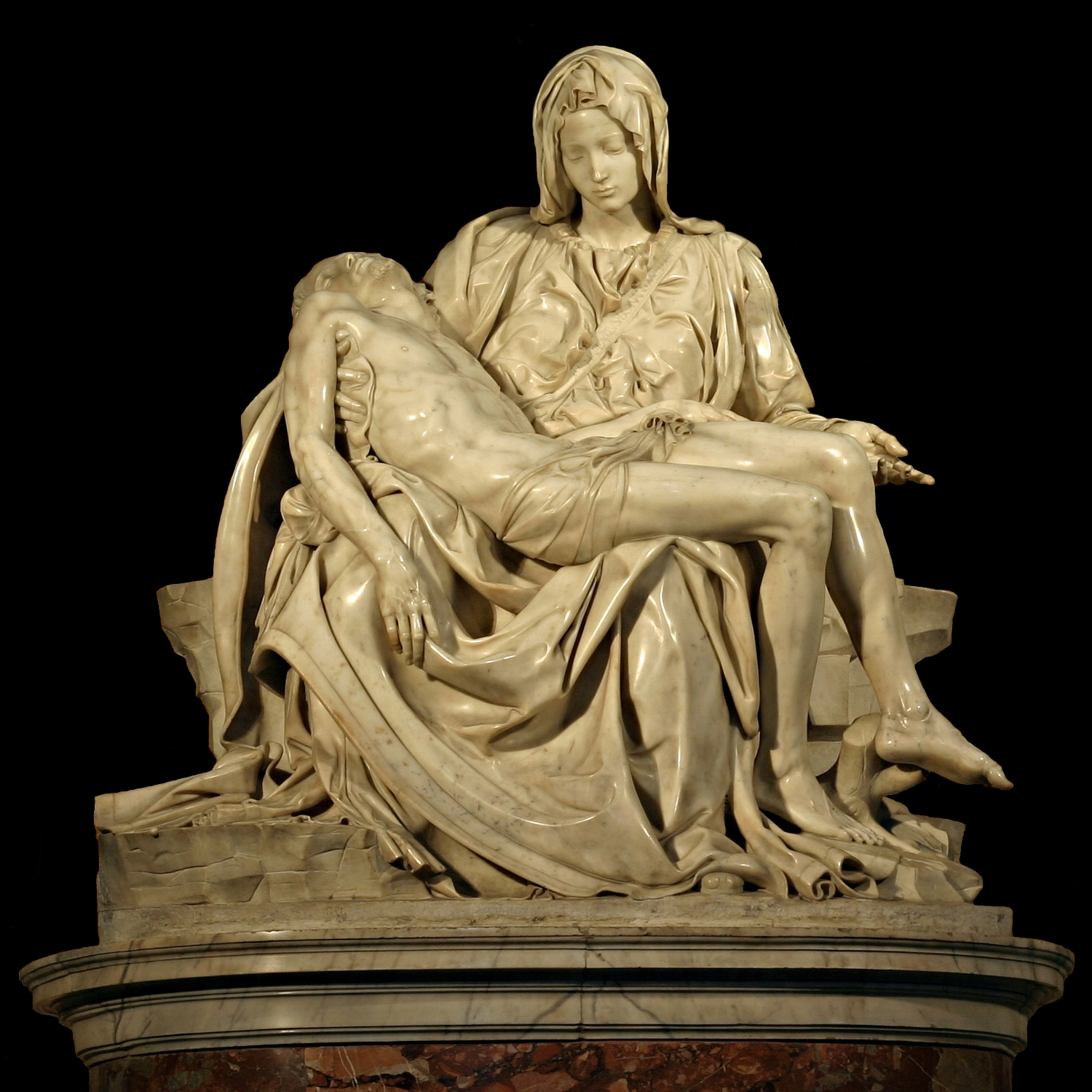
Michel-Ange, Pietà, 1497-99, basilique Saint-Pierre, cité du Vatican.

Unanimement reconnu parmi les pièces maîtresses de l'œuvre de Carracci en particulier et de la peinture du XVIIe siècle en général, le tableau présente encore des zones d'ombre portant sur sa datation ; l'unique élément permettant de déterminer l'époque de réalisation de cette pietà est la date de la commande du cardinal Édouard Farnèse, que diverses sources attestent. Tant la destination originale de l'œuvre que la date de sa réalisation sont inconnues.
En ce qui concerne la destination originale, le format du tableau laisse présumer que l'œuvre était destinée à l'usage religieux privé du prélat ; on peut donc imaginer que la chapelle du palais Farnèse à Rome ou une autre résidence de l'ecclésiastique devait accueillir le tableau. Il faut noter qu'une pietà d'Annibale Carracci est mentionnée résider dans le palais de Caprarola par un voyageur du XVIIe siècle. Il n'est cependant pas encore sûr qu'il s'agisse du présent tableau actuellement conservé à Capodimonte ou d'une autre pietà non encore identifiée ou peut-être perdue.
La toile napolitaine, compte tenu des détails de style, semble avoir été réalisée entre 1598 et 1600.
Comme la presque totalité des œuvres d'art détenues dans la collection Farnèse, la Pietà de Carracci quitta Rome pour Parme, pour ensuite être transférée à Naples, où elle se trouve actuellement.
Les innombrables copies, gravures et autres variations traduisent l'énorme succès du tableau qui s'impose comme un standard pour les versions à venir de la pietà de l'époque baroque.

## Description

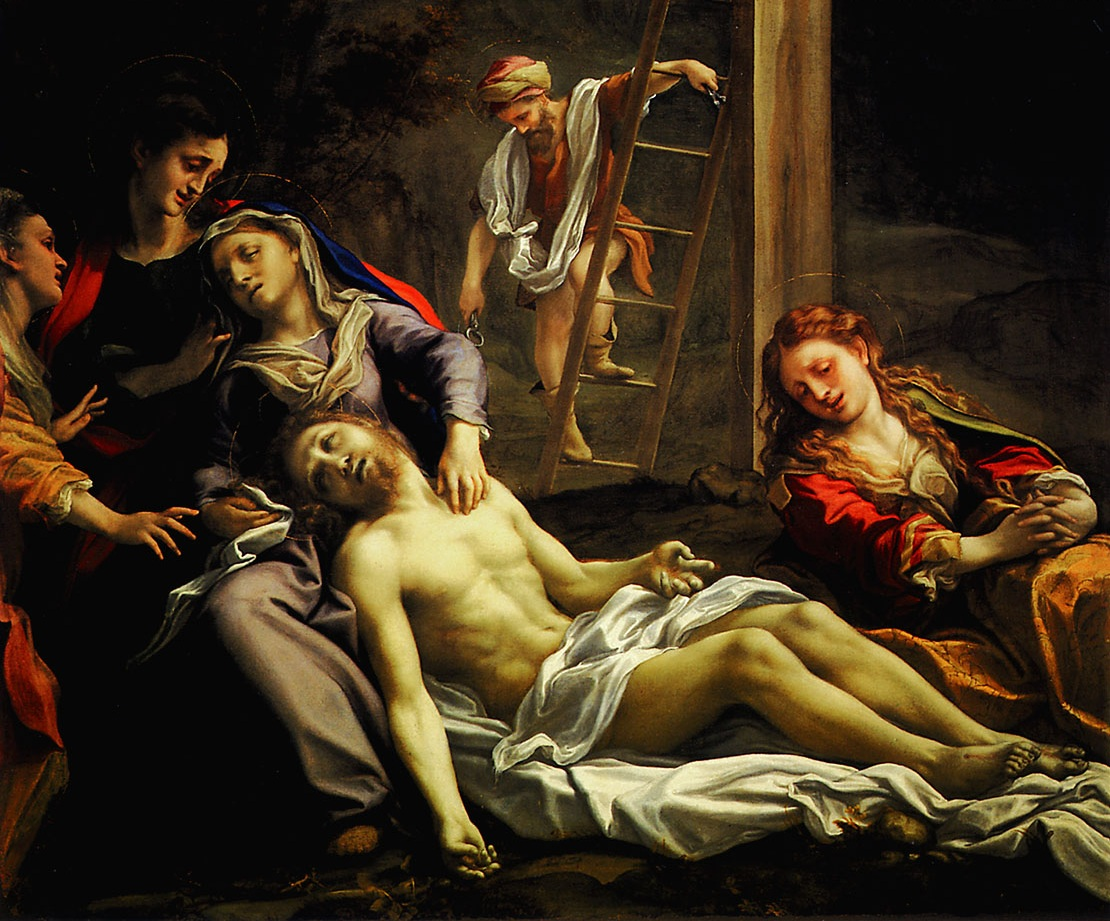
Le Corrège, Lamentation sur le Christ défunt, ca 1524, galerie nationale de Parme.

Le tableau de Capodimonte présente une ressemblance avec la Pietà de Michel-Ange. Trois études préliminaires de la Pietà farnésienne permettent d'observer les réflexions et les progrès de Carracci vers l'œuvre finale.
Les deux premières versions montrent le corps du Christ dans une position proche de celle de la statue de Michel-Ange ; le corps n'est, néanmoins, pas placé sur les genoux de la Vierge mais appuyé sur le sépulcre ; la Vierge est agenouillée au côté de Jésus.
En revanche, la dernière version préliminaire présente une composition différente, presque similaire à la version définitive : l'épaule du Christ est appuyée contre les jambes et le ventre de la Vierge, créant un contact intime entre les deux personnages, se rapprochant ainsi du choix de Michel-Ange.
Marie est néanmoins assise sur le sol (et non sur un trône comme pour la statue du Vatican) et Jésus a les jambes étendues sur le suaire ; ces éléments sont empruntés à la Lamentation sur le Christ défunt du Corrège, toile sur laquelle Carracci avait concentré ses recherches dès ses plus jeunes années et vers laquelle il s'était tourné à nouveau peu de temps avant la réalisation de la commande de Farnese pour donner naissance à l'une de ses exécutions les plus belles, connue sous le nom de Pietà di Caprarola.

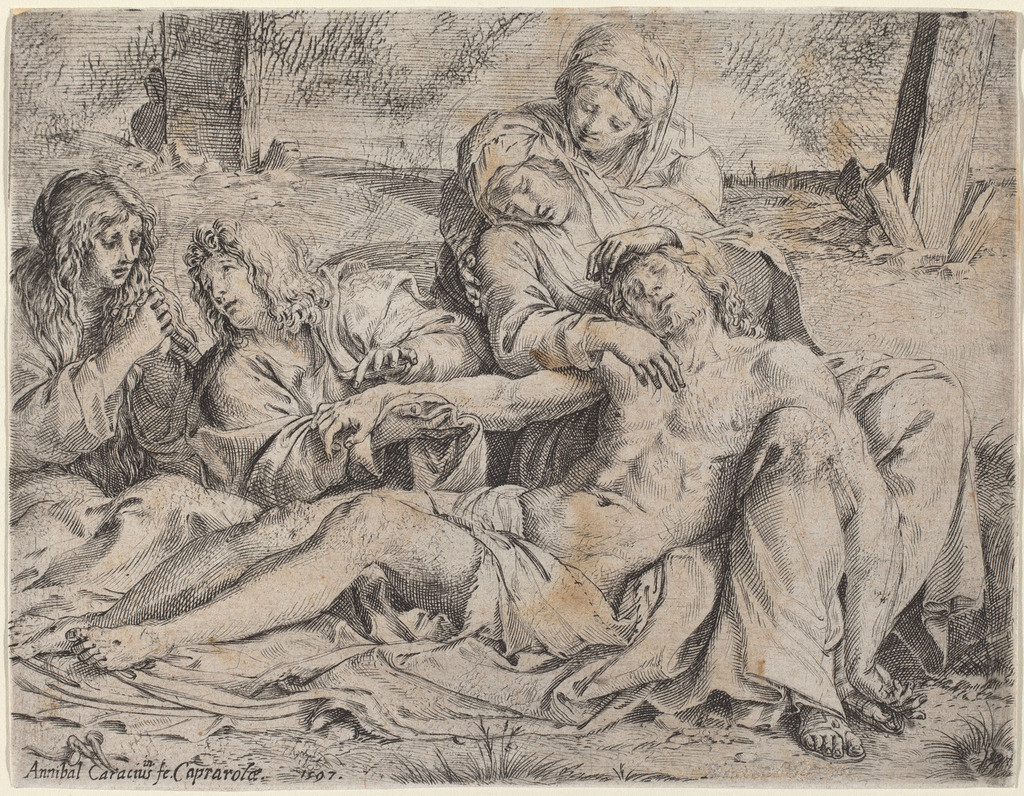
Annibale Carracci, Pietà di Caprarola, 1597.

Le résultat final est une combinaison originale des deux modèles de la Renaissance : comme pour Michel-Ange, on assiste dans la Pietà de Carracci à la douleur poignante de la Vierge, que Carracci accentue en faisant reposer la nuque de Jésus dans la main droite de Marie, qui soutient délicatement la tête de son fils ; il rapproche ainsi les visages des deux protagonistes en faisant se tendre doucement le buste de la Vierge vers le corps sans vie du Christ.

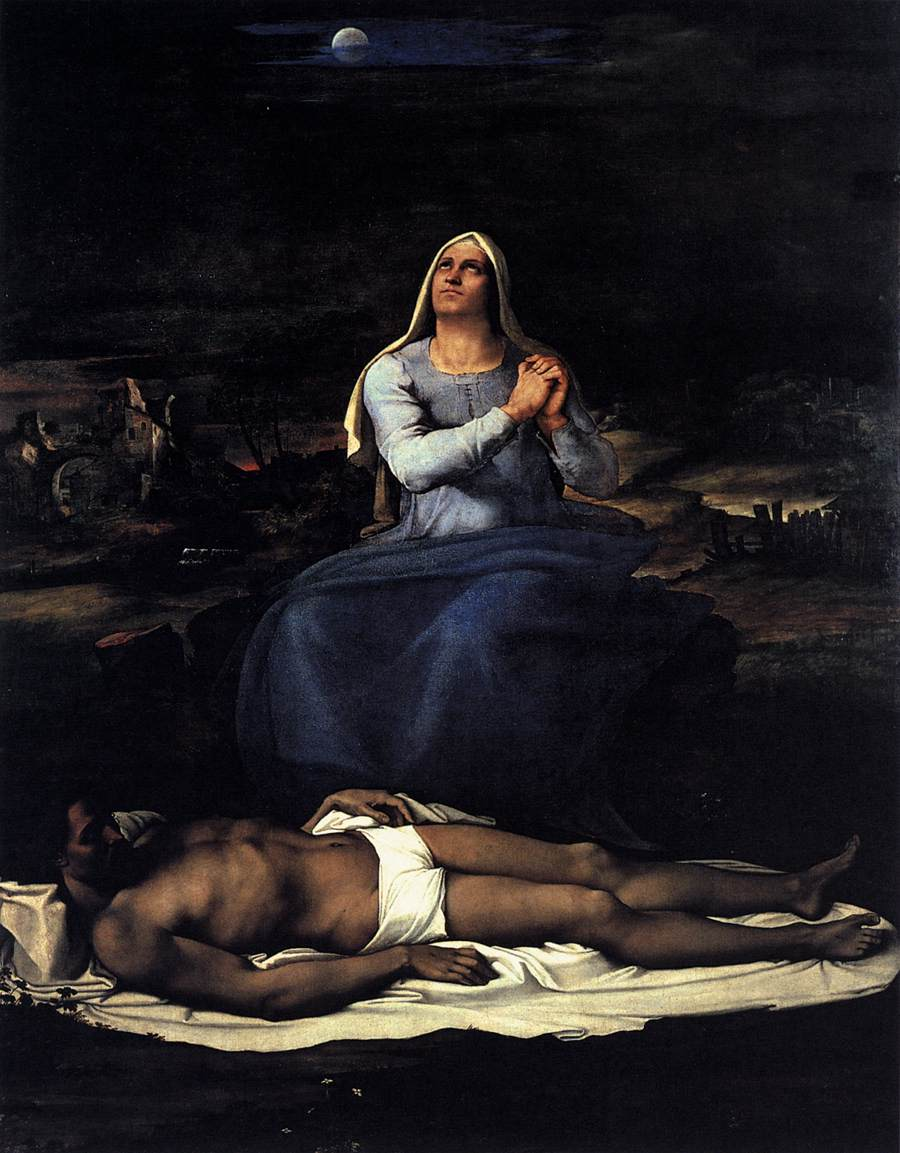
Sebastiano del Piombo, Pietà, 1516-17, Viterbo, musée de Viterbe.

Se référant toujours au modèle de Michel-Ange, Carracci adopte un modèle de composition pyramidale dans lequel il place un angelot tenant la main gauche du Seigneur. Un deuxième ange sur le côté droit de la toile effleure d'un doigt la couronne d'épines de Jésus. Ce second ange adresse son regard directement vers l'observateur et l'invite, par son expression douloureuse, à se recueillir sur les souffrances de Jésus durant la Passion.
La main gauche de Marie est tendue vers l'avant, en geste d'une douleur résignée ; il s'agit là encore d'un hommage à la statue de Michel-Ange. Tout le groupe est placé devant le tombeau ouvert — il s'agit peut-être d'une allusion à la résurrection — et git sur le sol de terre. L'obscurité de la nuit enveloppe la mère, le fils et les anges qui émergent des ténèbres grâce aux jeux de lumière et aux sublimes couleurs de ce chef-d'œuvre de Carracci. Lumière et ombre confèrent au tableau une atmosphère d'émotion intimiste qui rappelle encore au Corrège.
Le corps de Jésus, sur le corps duquel les blessures de la Passion sont à peine suggérées, est d'une beauté apollinienne. La vigueur sculpturale du Christ est associée à la période où Carracci dédie son attention à l'art statuaire antique et aux artistes de la Renaissance romaine, que l'on retrouve dans les fresques de la galerie Farnèse. C'est pour cette raison que la Pietà de Naples est donnée comme contemporaine aux décorations des plafonds de la galerie Farnèse.
Cette réalisation de Carracci est indubitablement également inspirée des travaux de Sebastiano del Piombo — un autre spécialiste du thème de la pietà — dont plusieurs œuvres sont également en possession du cardinal Farnese.

### Travaux préparatoires
L'existence de trois dessins qui suivent la Pietà de Capodimonte a été mise en évidence par Rudolf Wittkower et n'a jamais été remise en question dans les études postérieures.

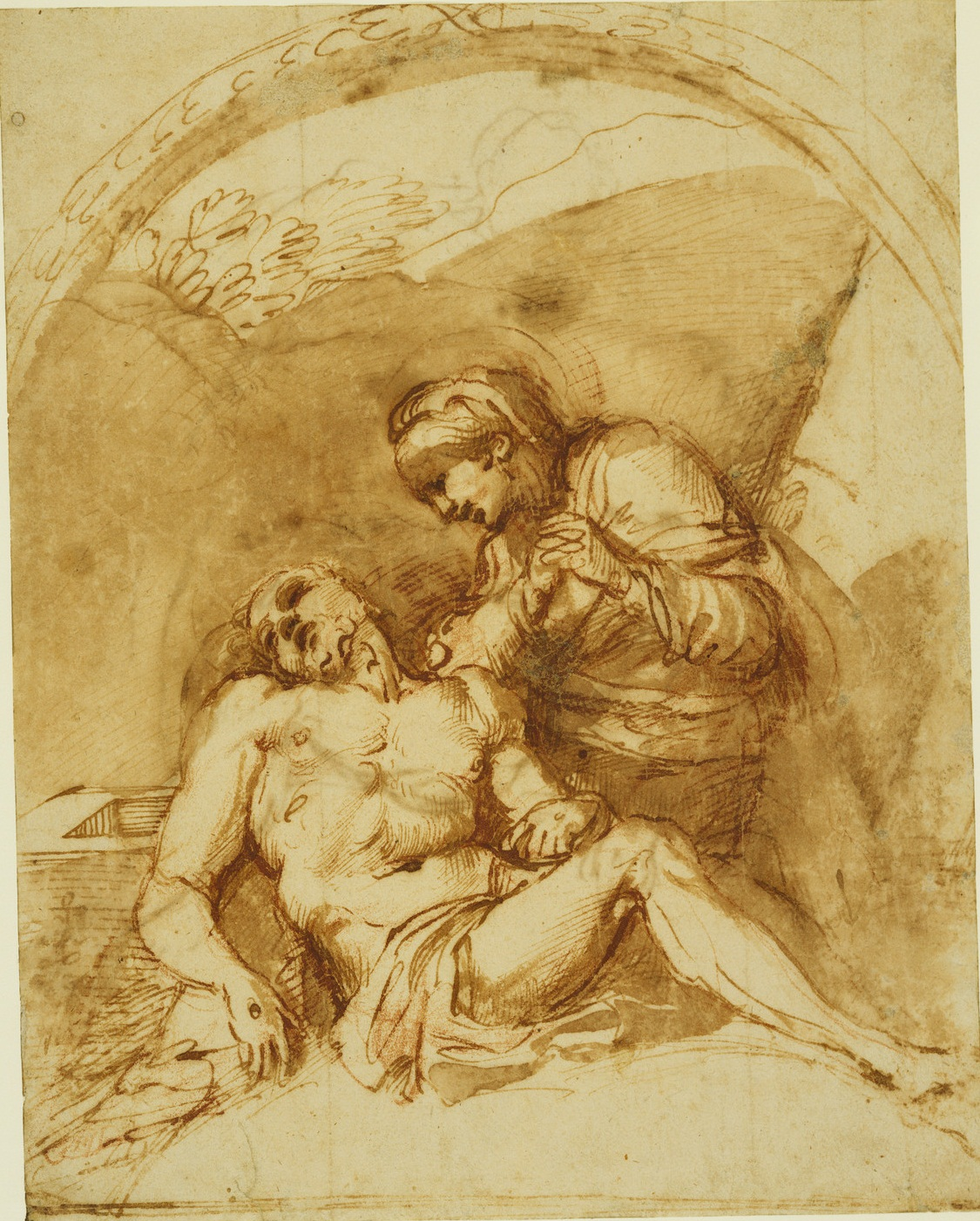
Château de Windsor, Royal Collection.
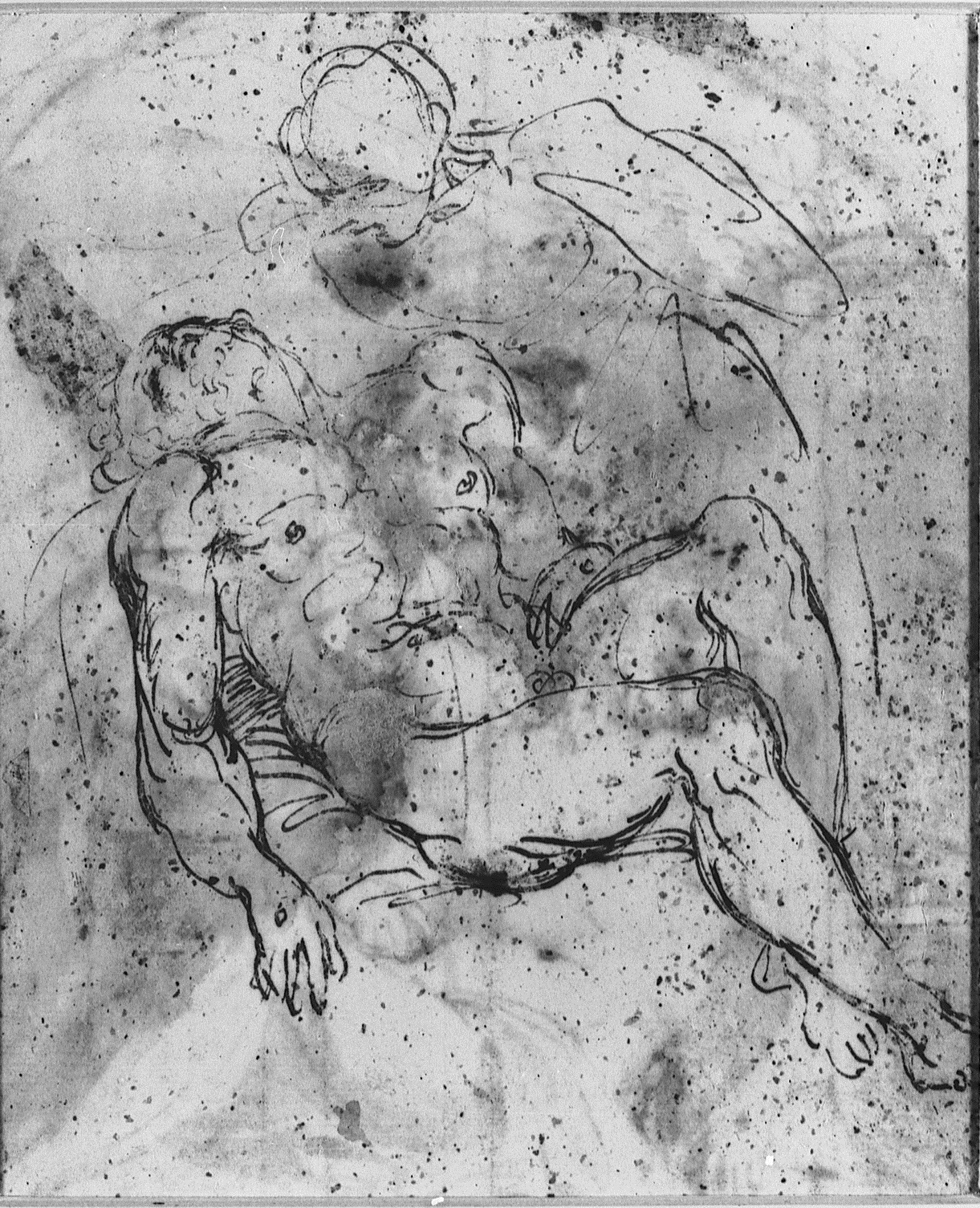
Château de Windsor, Royal Collection.
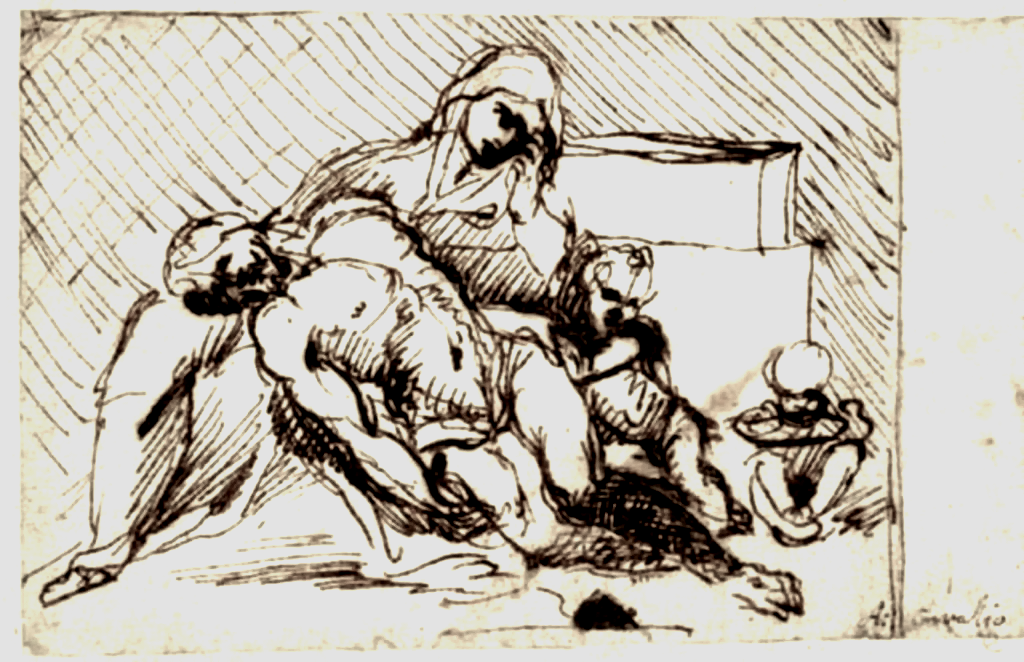
Collection privée.

### Gravures
Les trésors des fresques de la galerie Farnèse ont suscité un intérêt pour la reproduction de l'œuvre d'Annibale Carracci. La Pietà de Farnese est l'une des pièces les plus reproduites en Europe.

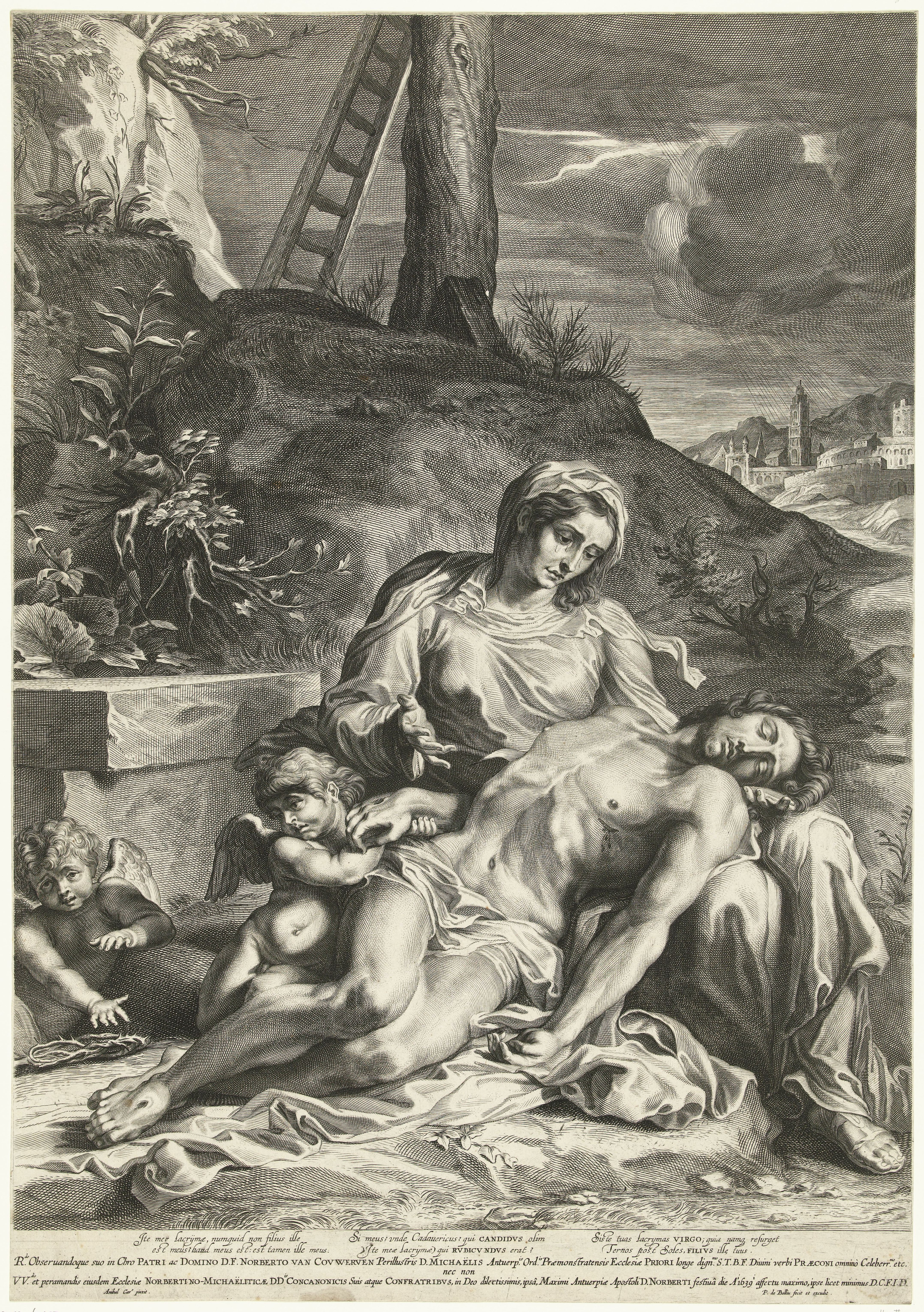
Gravure de.Pieter de Bailliu
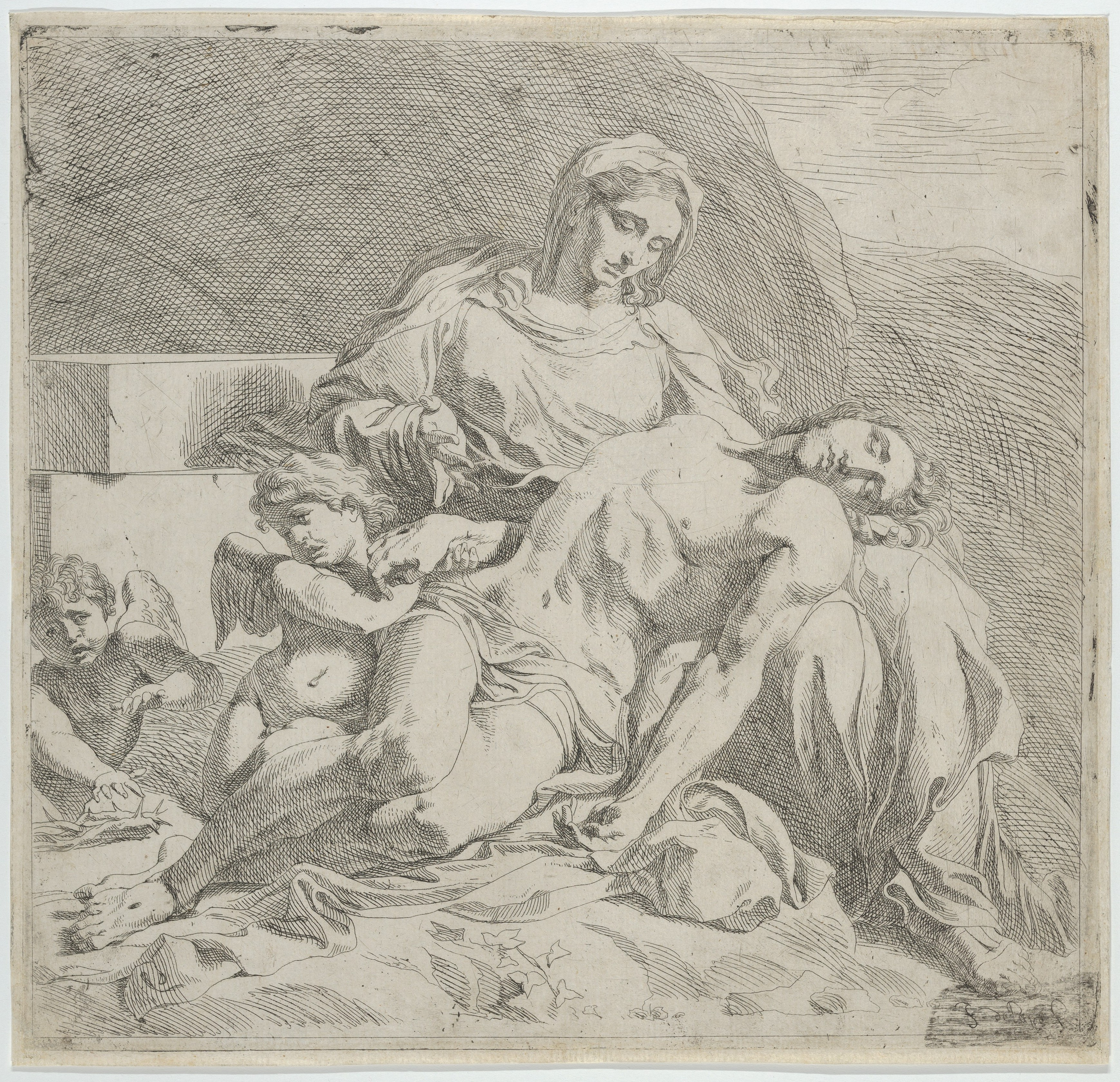
Gravure de Joost de Pape.
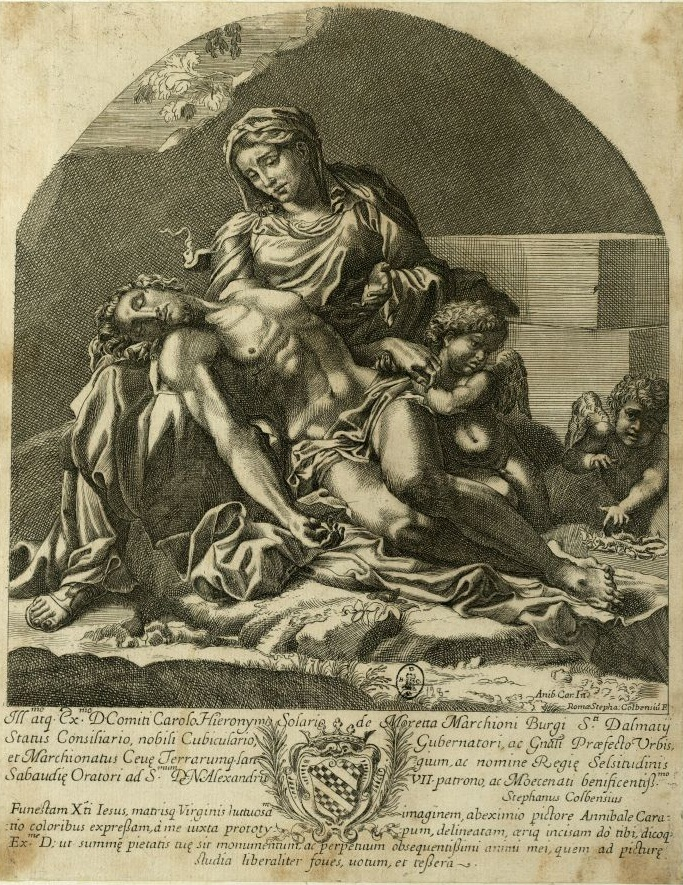
Gravure de Stephan Colbenschlag.
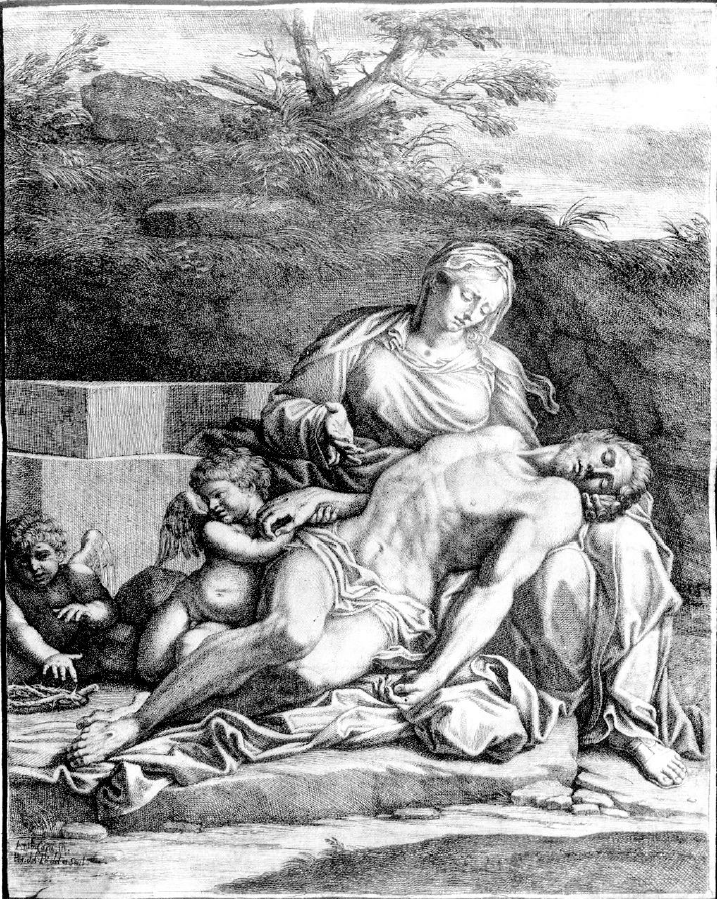
Gravure de Pietro del Po.
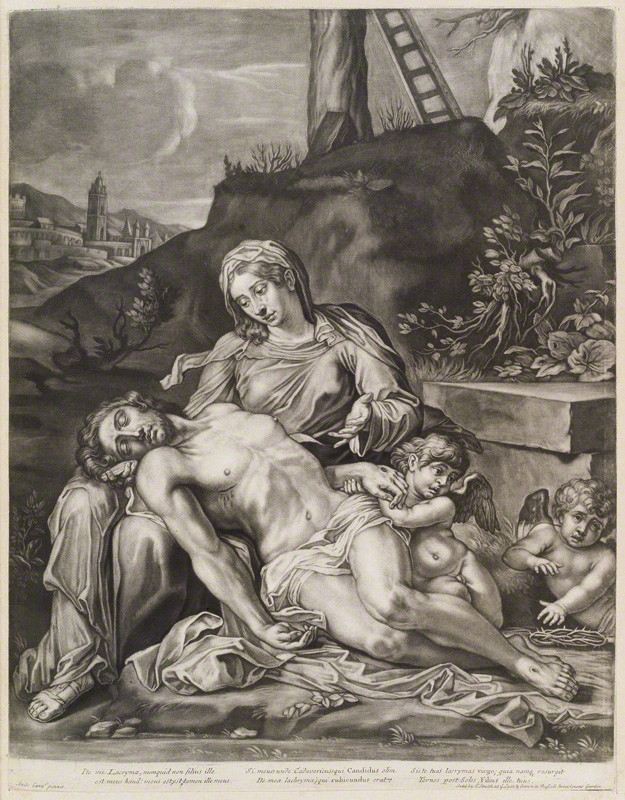
Gravure d'Isaac Beckett.
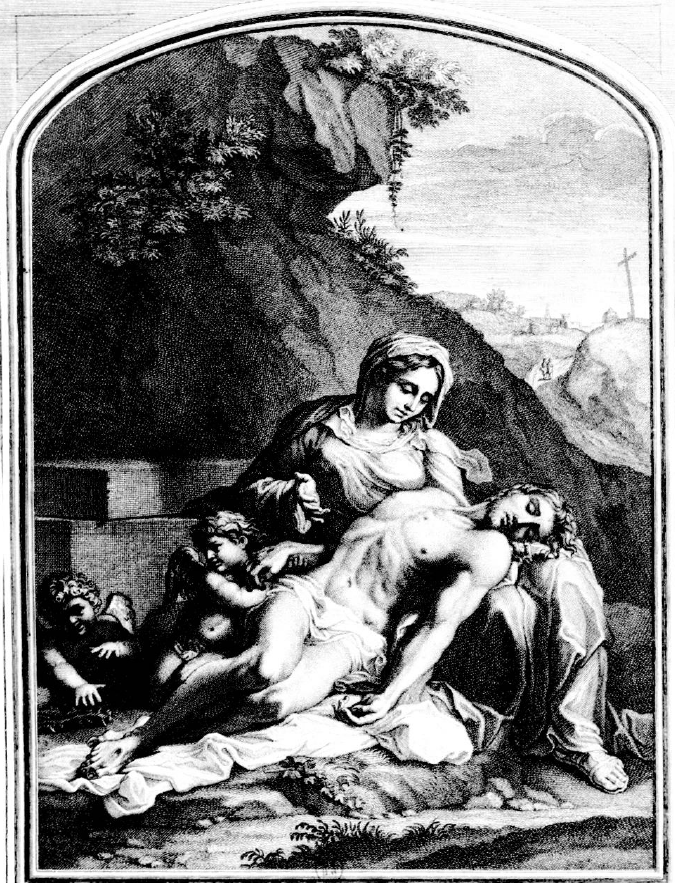
Gravure de Jean Baptiste Haussard.
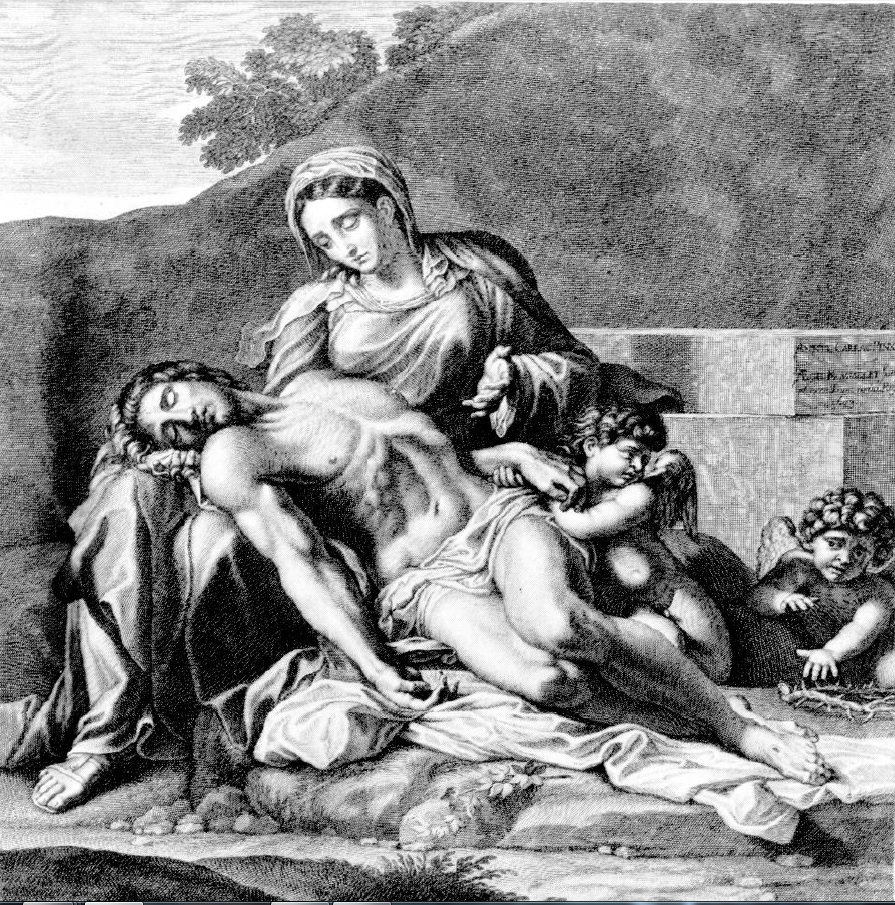
Gravure de Gilles Rousselet.
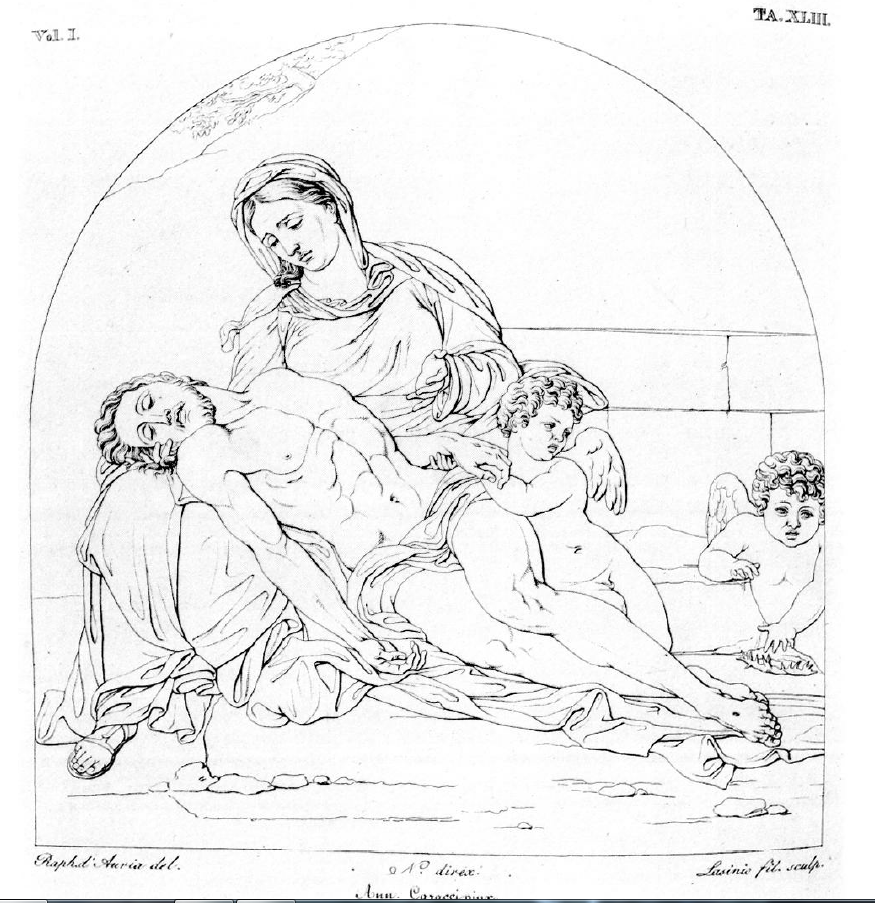
Gravure de Giovanni Paolo Lasinio.

### Copies et interprétations
La Pietà de Carracci a donné lieu à de nombreuses copies et variations, qu'elles soient modestes ou de grande qualité. On retient en particulier celles de la Galerie Doria-Pamphilj à Rome, un temps considérées de la main du maitre lui-même. De même, une interprétation attribuée à Lodovico Carracci est conservé au palais Barberini de Rome.

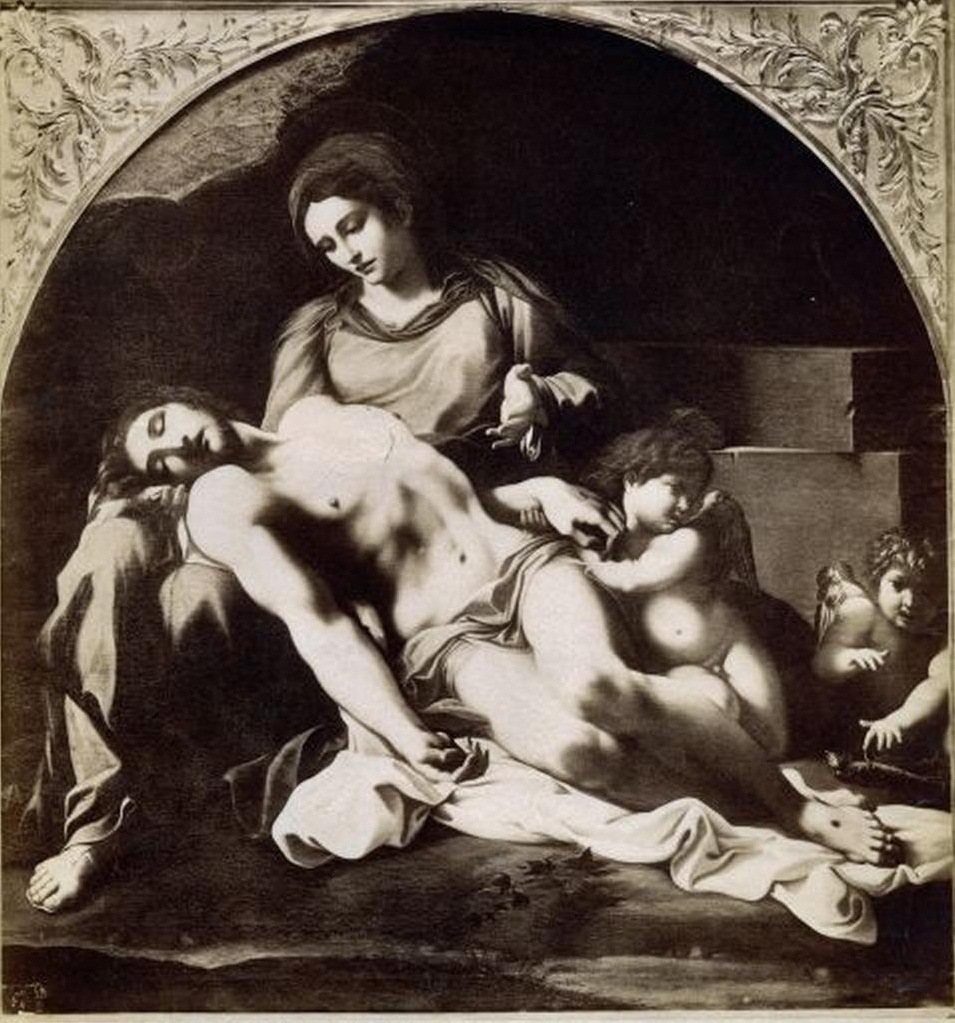
Copie conservée à la Galerie Doria-Pamphilj.
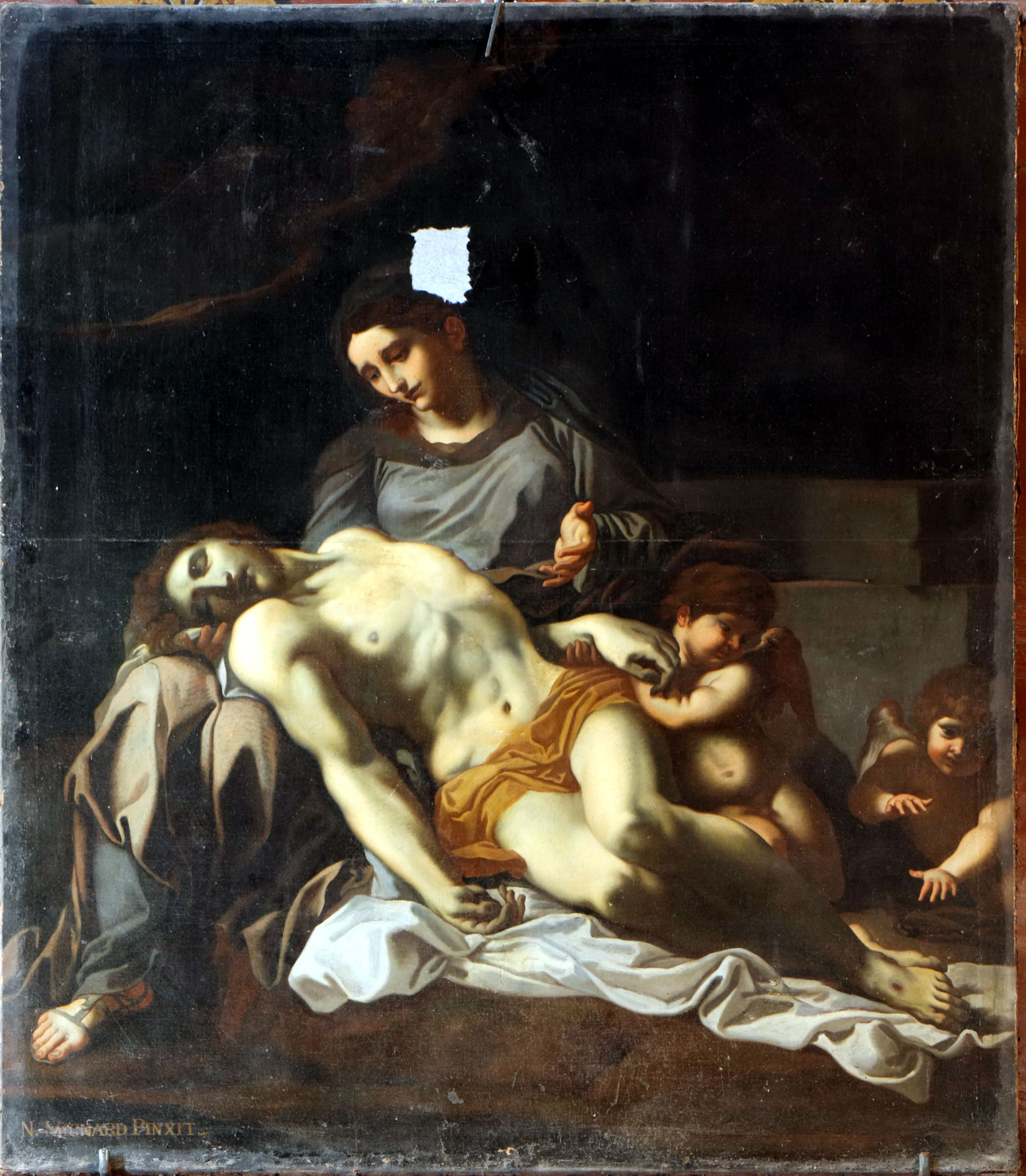
Copie de Nicolas Mignard, palais des papes d'Avignon.
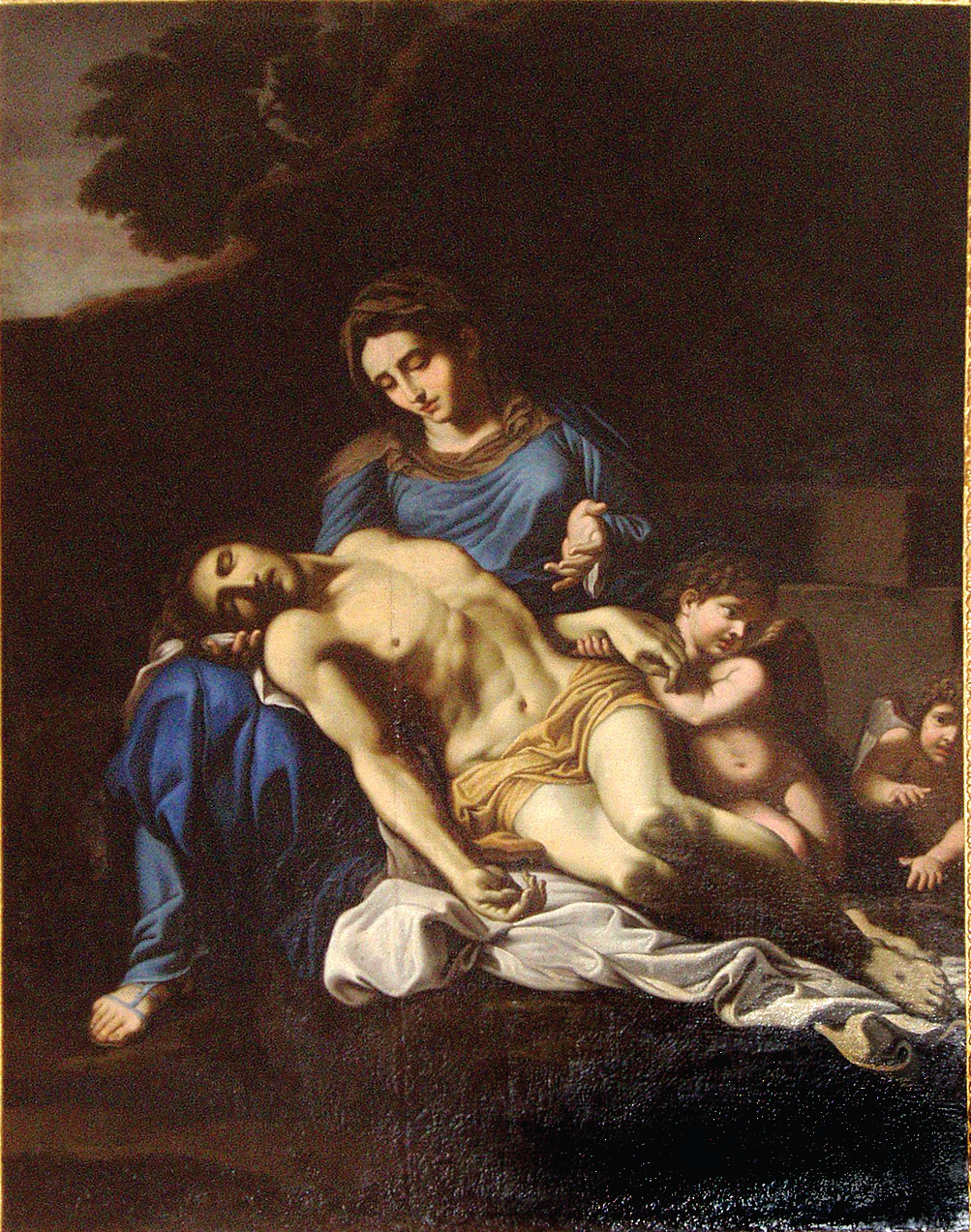
Copie de Pierre Mignard, église Saint-Nicolas, Marignane.
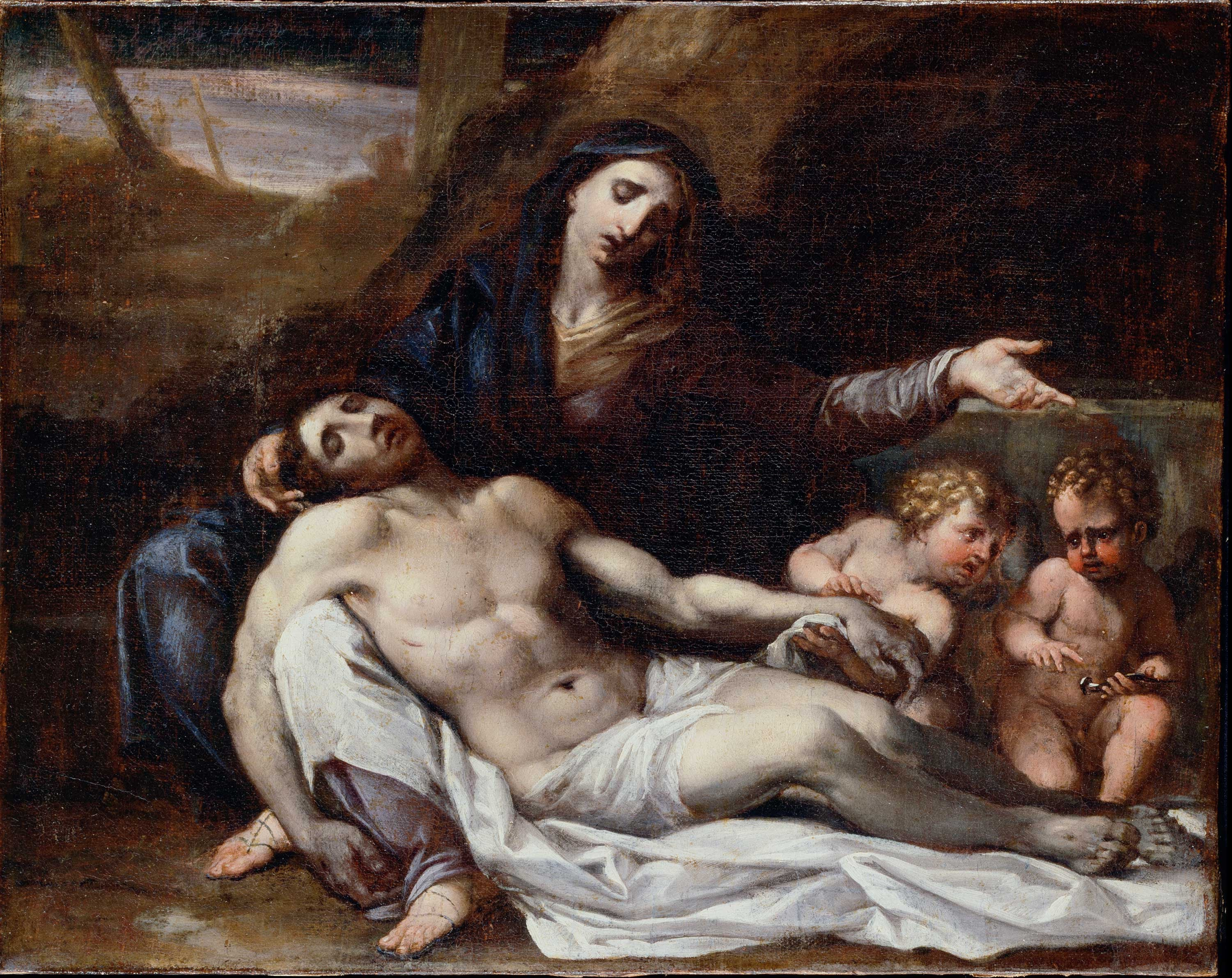
Copie conservée par la Dulwich Picture Gallery .
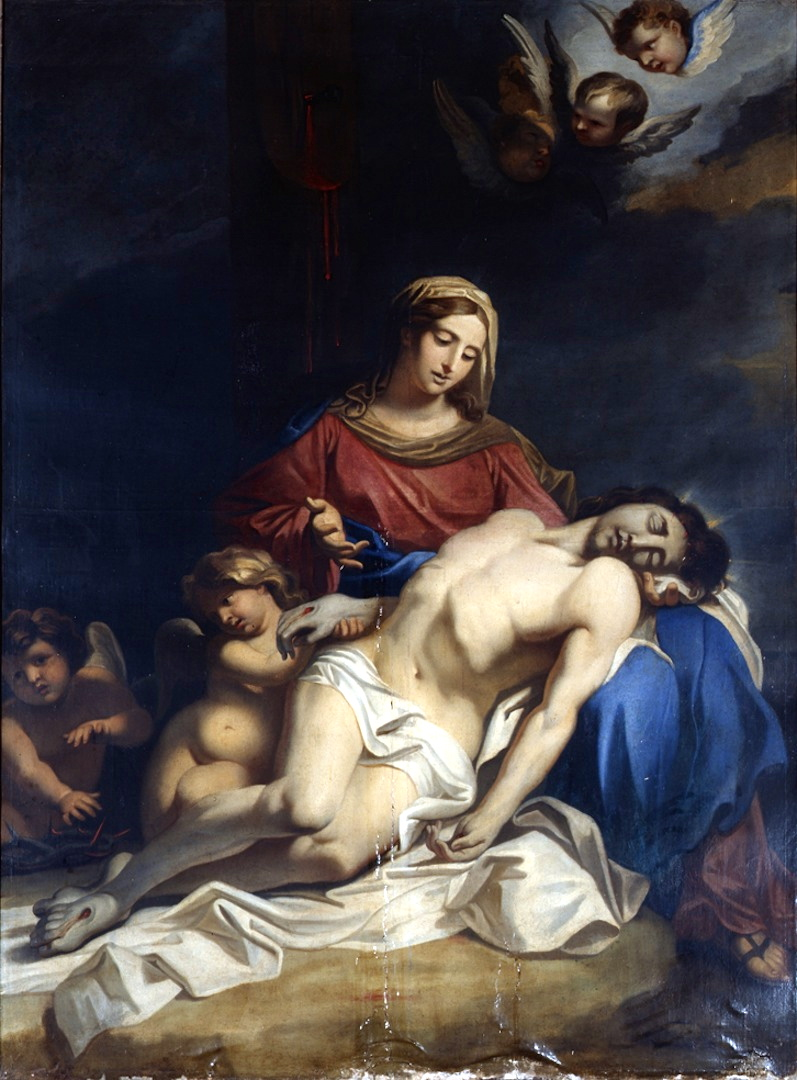
Copie conservée dans l'église Saint-Pierre-Saint-Paul de Gonesse.
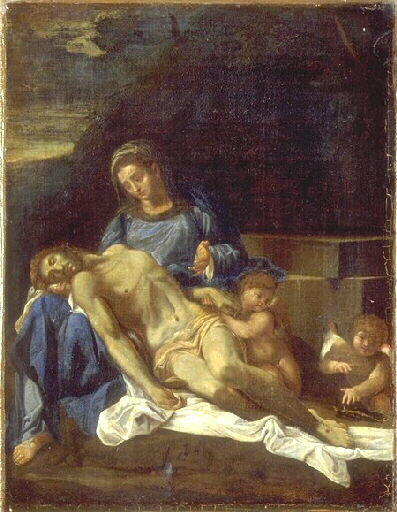
Copie du musée des beaux-arts de Valenciennes.
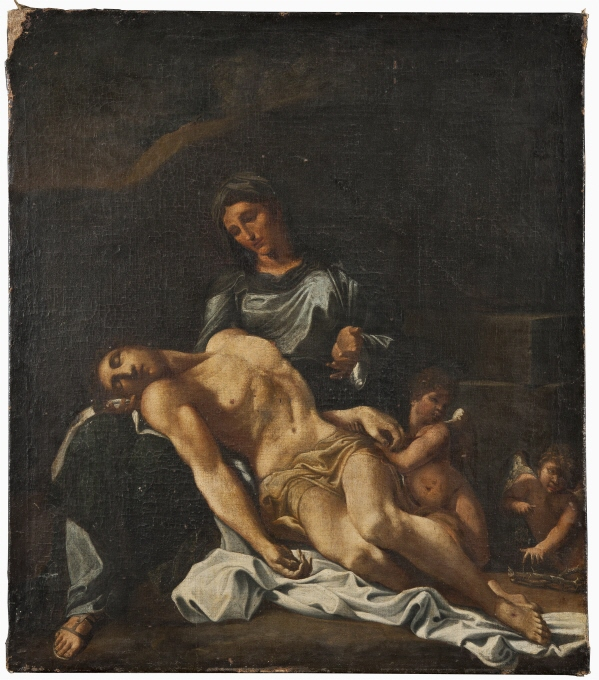
Copie du Nationalmuseum de Stockholm.
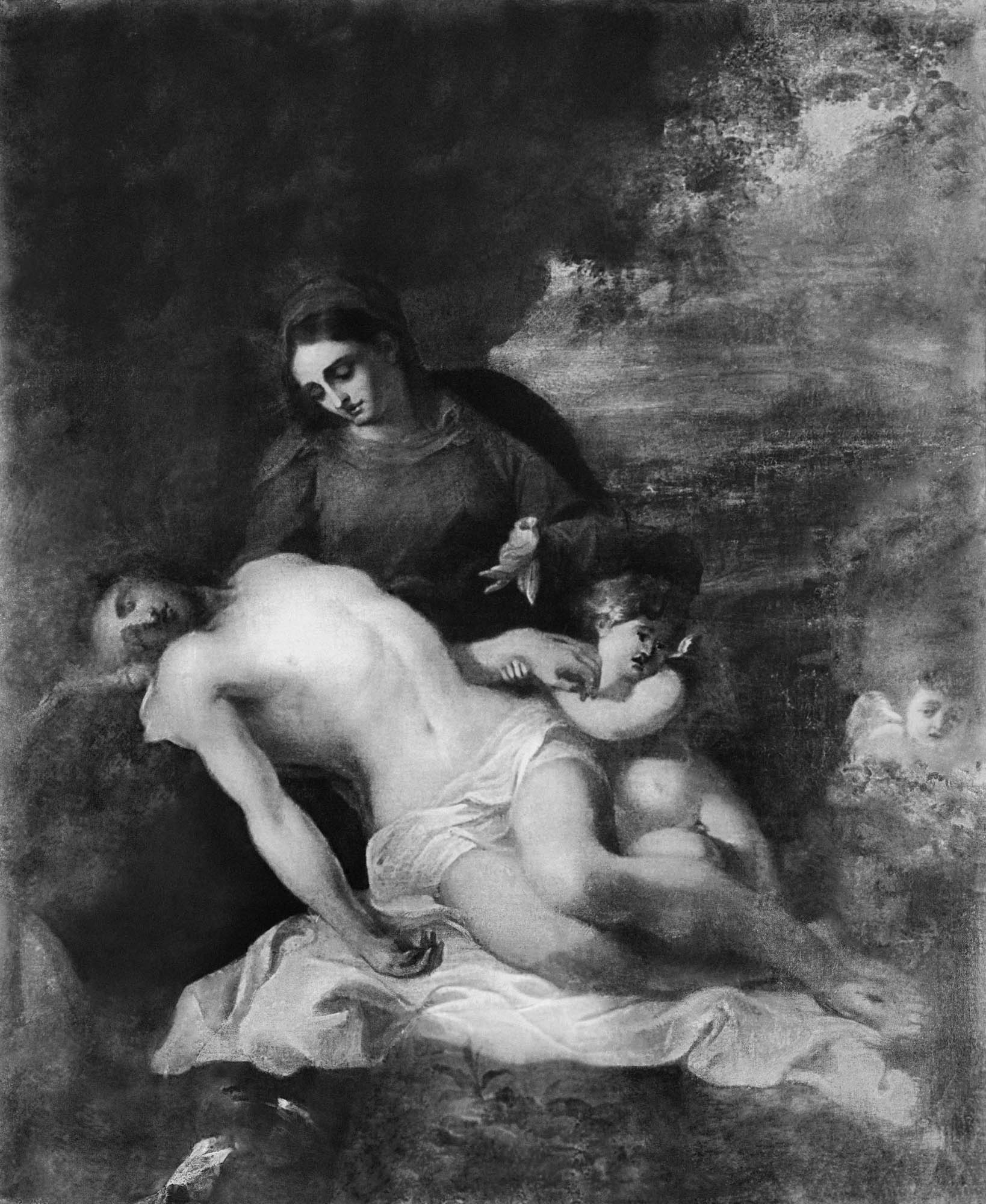
Copie de la Royal Collection.
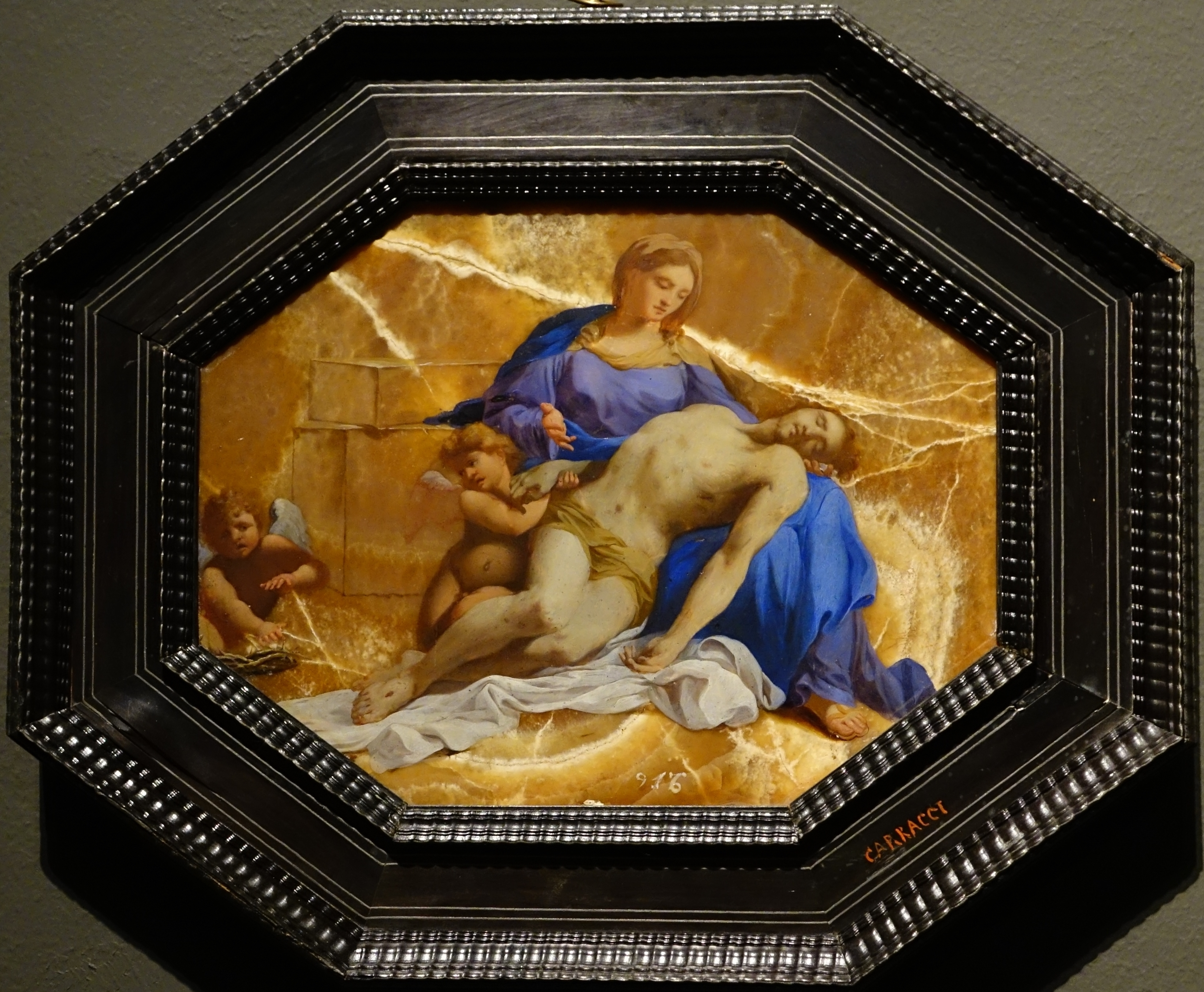
Simone Cantarini, Escurial.
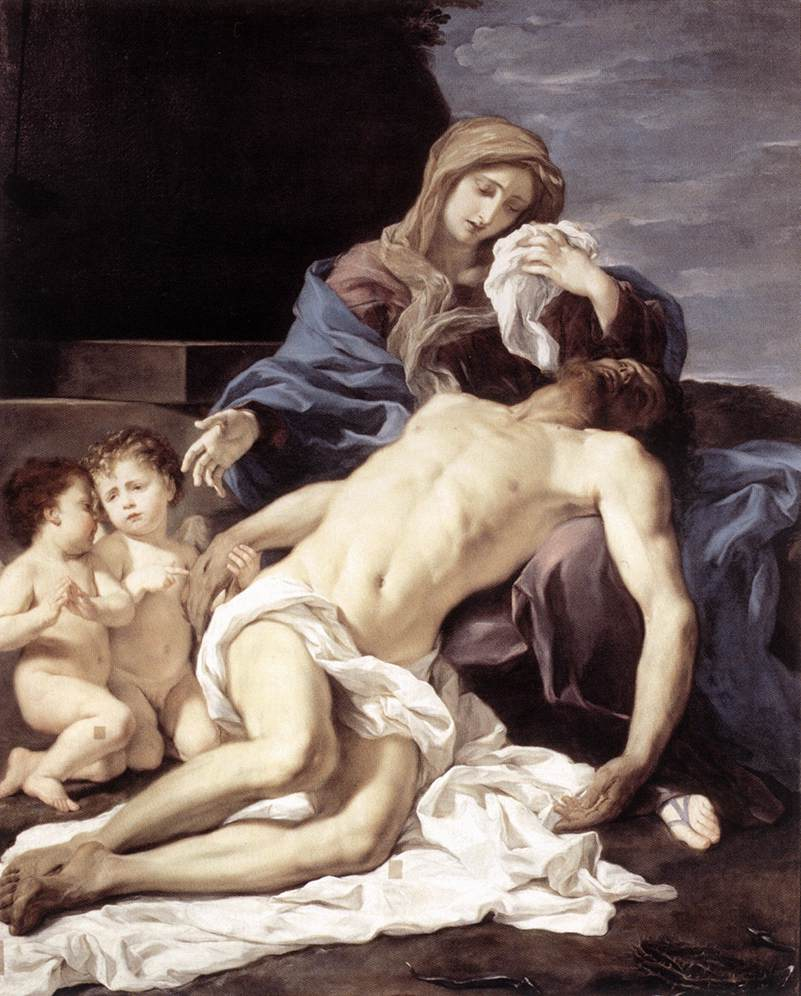
Giovanni Battista Gaulli, Galerie nationale d'Art ancien (Rome).
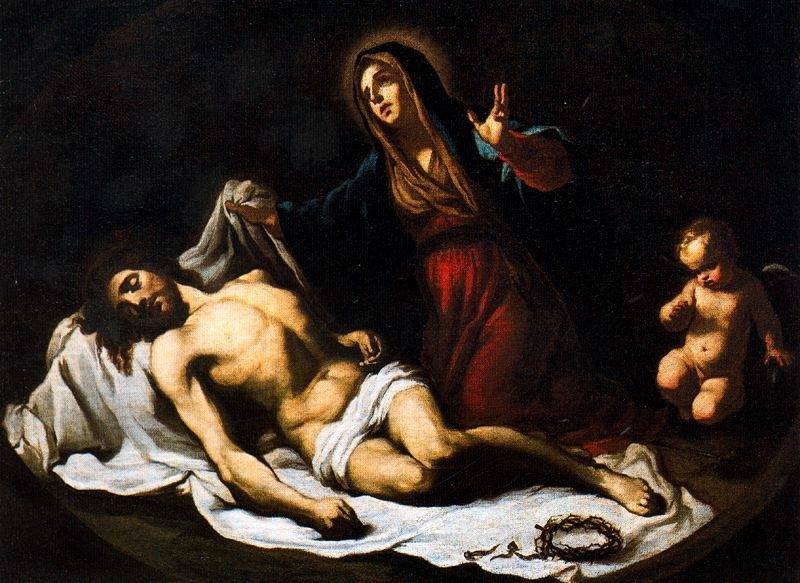
Lodovico Carracci (attribuée), Galerie nationale d'art ancien de Rome.
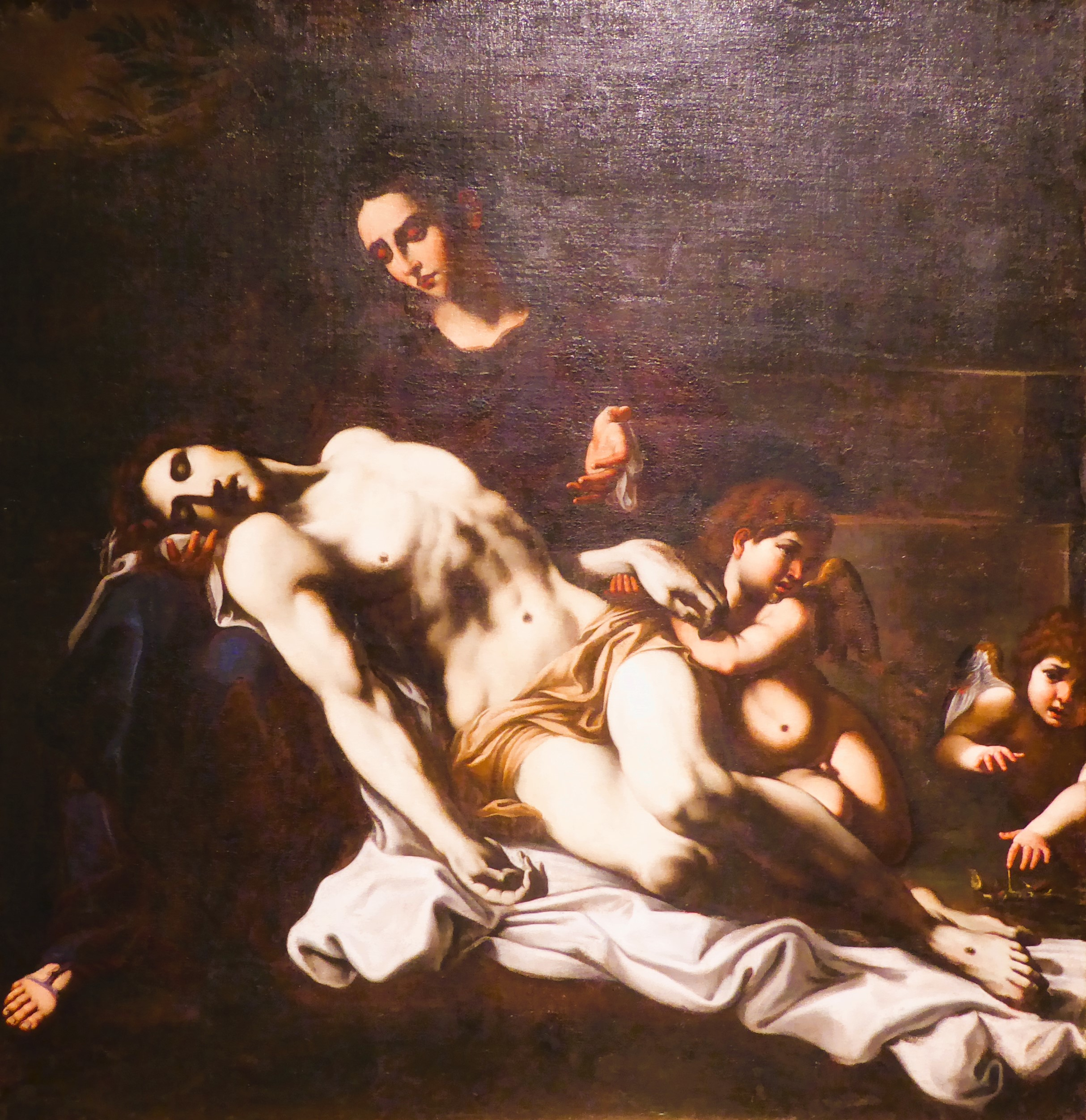
Anonyme, début du XVIIe siècle, musée des Beaux-Arts de Chartres.

## LaPietàde Carracci etLa Mise au tombeaudu Caravage

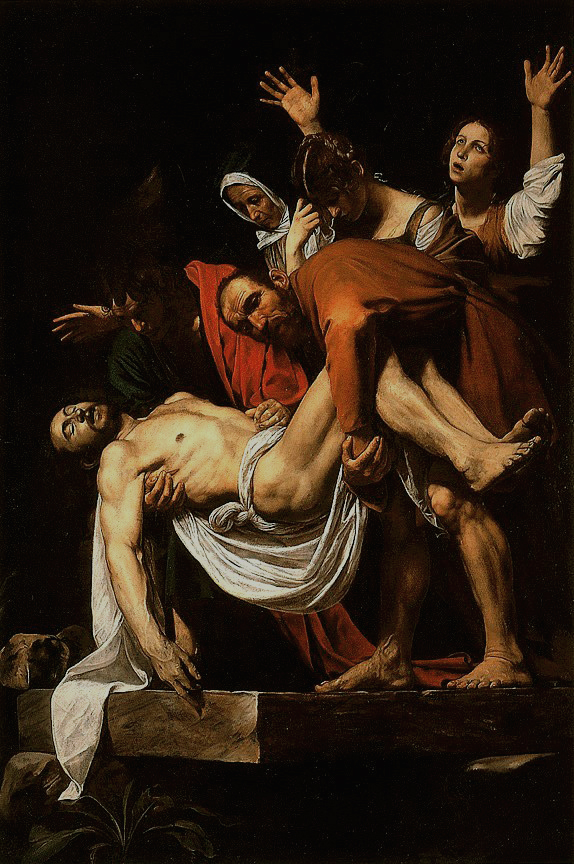
La Mise au tombeau du Caravage.

Peu après la réalisation de la Pietà par Carracci, Rome s'enrichit d'un autre chef-d'œuvre dédié à un moment de la Passion du Christ : La Mise au tombeau du Caravage, peinte entre 1602 et 1604 pour une chapelle de la Chiesa Nuova de Rome et actuellement conservée à la pinacothèque vaticane.
Plusieurs études montrent une relation entre les deux tableaux. La démonstration magistrale de Carracci aurait poussé Le Caravage à interpréter à son tour la sculpture de Michel-Ange. Il s'agit d'un des nombreux épisodes du dialogue à distance entre les deux artistes.

## L'influence sur Van Dyck
La Pietà de Carracci a exercé une influence significative sur la peinture des années suivantes. L'exemple le plus significatif est sans doute l'impact durable que le tableau eut sur Antoine van Dyck, qui eut vraisemblablement l'occasion d'étudier le chef-d'œuvre lors de son séjour à Rome au début des années 1620.

Van Dyck, 1629, musée royal des Beaux-Arts d'Anvers.
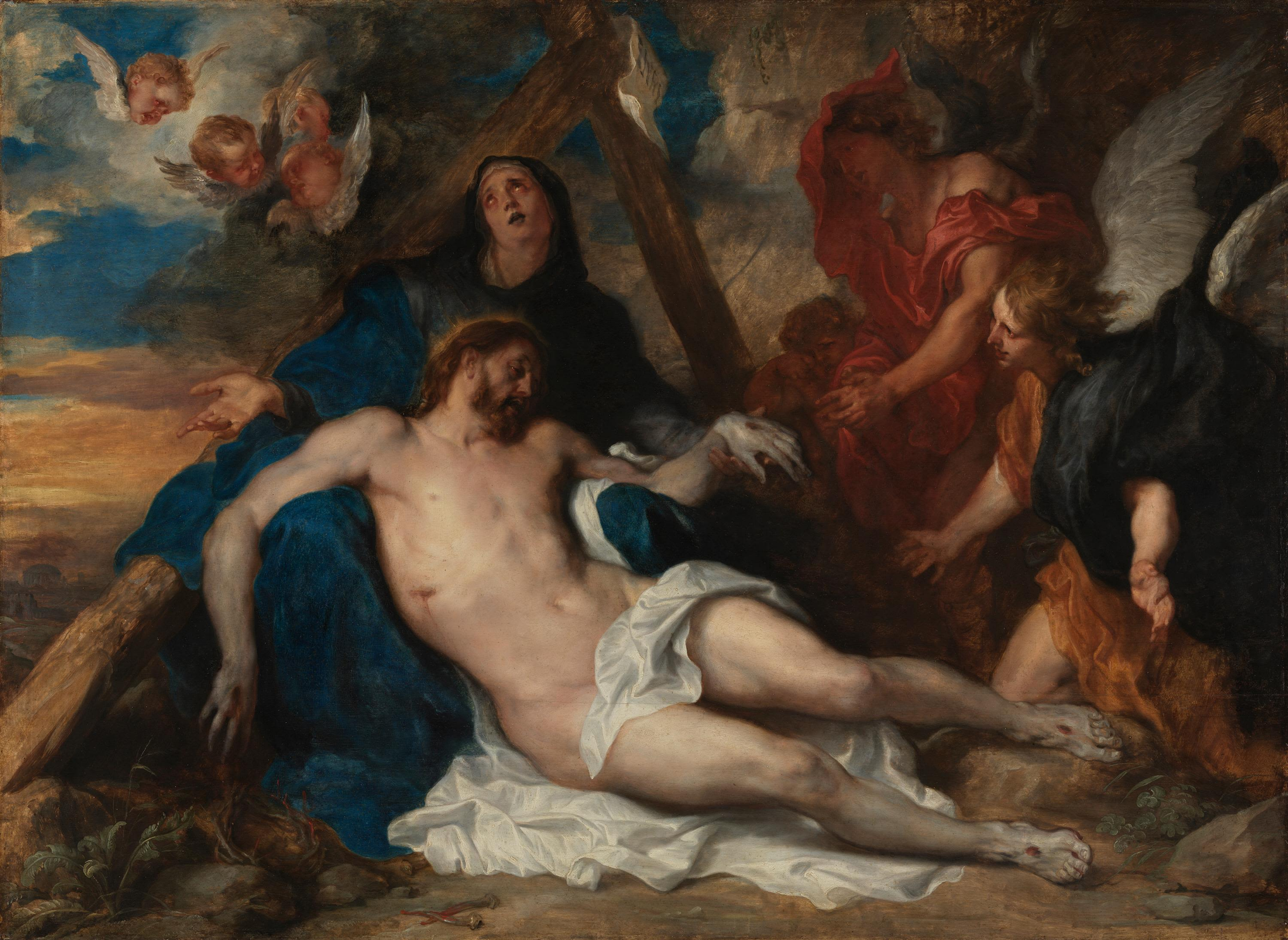
Van Dyck, 1634, Alte Pinakothek, Munich.
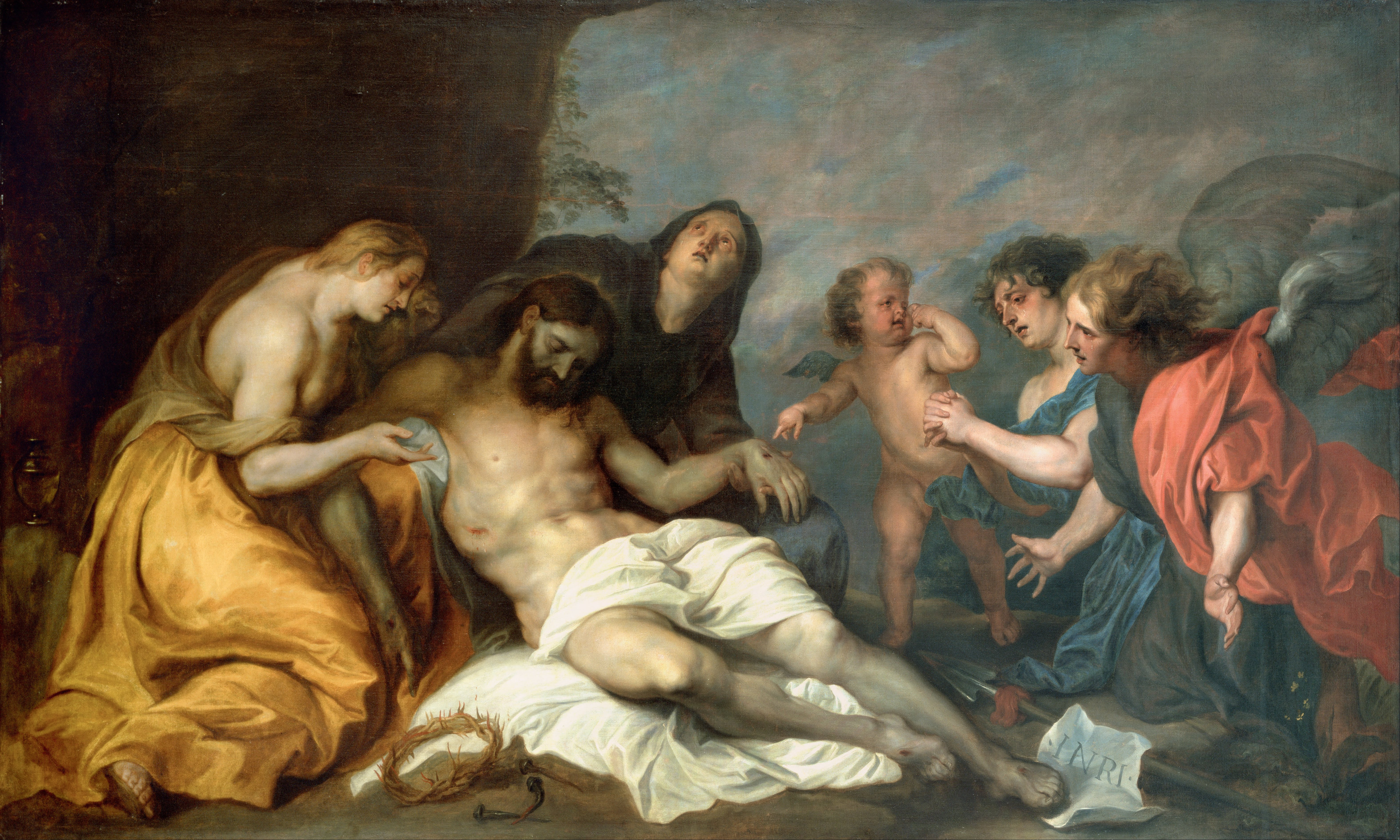
Van Dyck, 1634-40, musée des Beaux-Arts de Bilbao.
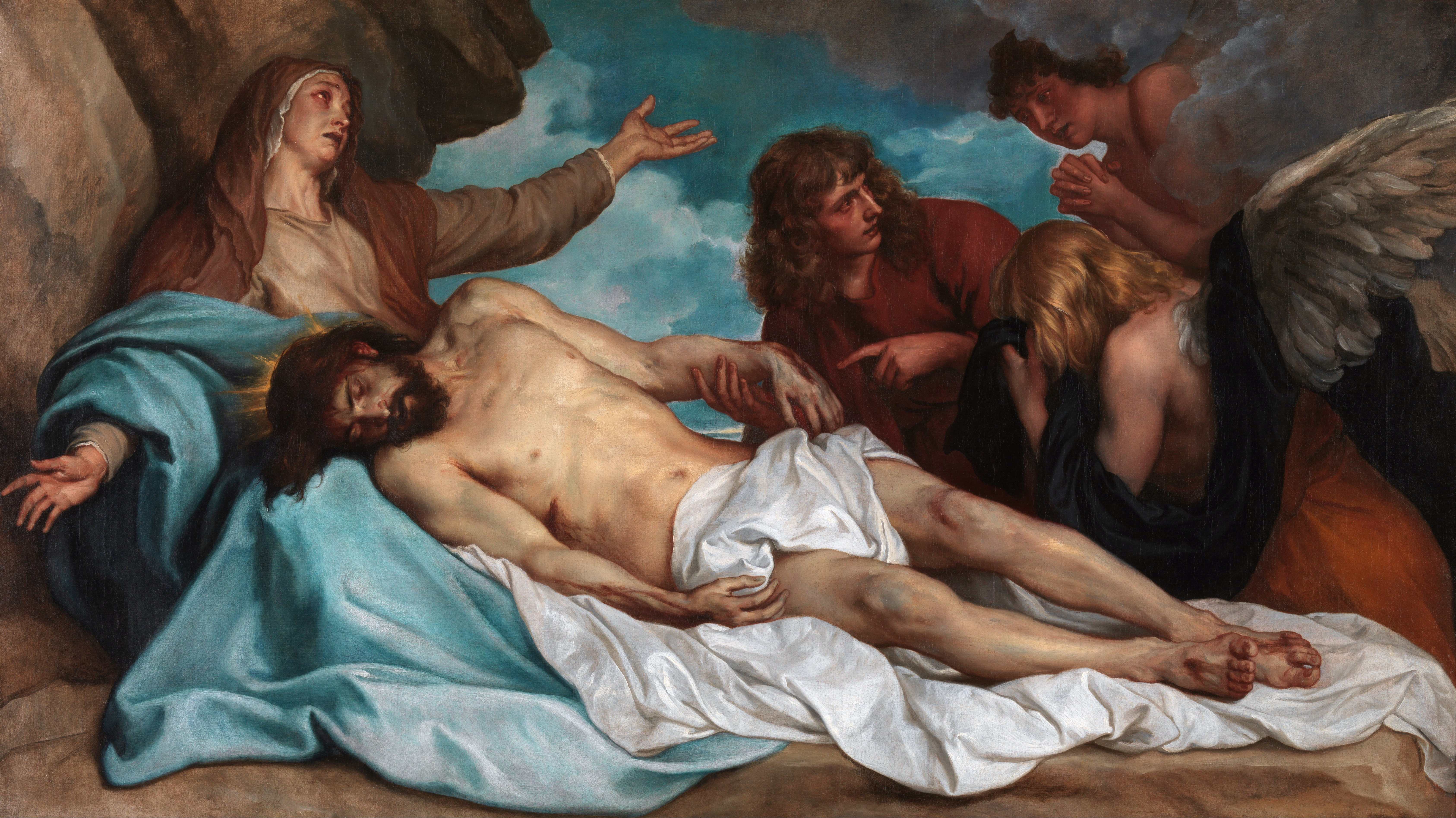
Van Dyck, 1635, musée royal des Beaux-Arts d'Anvers.

## Autre postérité
La peinture fait partie du musée imaginaire de l'historien français Paul Veyne, qui le décrit dans son ouvrage justement intitulé Mon musée imaginaire.

## Exposition
Cette peinture est exposée dans le cadre de l'exposition Naples à Paris. Le Louvre invite le musée de Capodimonte au musée du Louvre du 7 juin 2023 au 8 janvier 2024.